# واسیلو، مقدونیه شمالی
وسیلوو، جمهوری مقدونیه (به لاتین: Vasilevo, Republic of Macedonia) یک منطقهٔ مسکونی در جمهوری مقدونیه است که در وسیلوو مونیکیپلیتی واقع شده‌است.

## خصوصیات
وسیلوو ۱۲٬۳۸۲ نفر جمعیت دارد.